# Casomai – Trauen wir uns?!
Casomai – Trauen wir uns?! ist ein italienischer Kinofilm aus dem Jahr 2002. Regie führte Alessandro D’Alatri. Der Film ist ein komisches, gesellschaftskritisches Werk über die Beziehung der Hauptcharaktere Stefania und Tommaso. Bei ihrer Hochzeit prophezeit ihnen der Priester Don Livio wie sich ihr Leben in der schnelllebigen Welt entwickeln kann. In Deutschland wird Casomai vom Schwarz-Weiss Filmverleih verlegt. In Italien war er einer der erfolgreichsten Filme des Jahres.

## Handlung
Stefania und Tommaso fahren aus der Großstadt Mailand hinaus aufs Land, um dort zu heiraten. Schon bei ihrem ersten Treffen mit Priester Don Livio ahnen sie, dass ihre Hochzeit etwas ganz besonderes werden wird.
Am Tag der Hochzeit nimmt die Zeremonie eine überraschende Wendung. Der Priester entwirft für das Paar den potenziellen Fortgang ihrer Beziehung. Dabei verarbeitet er die Folgen der modernen Leistungsgesellschaft und führt ihnen vor Augen, wie sich ihr Leben entwickeln könnte.

## Soundtrack
Die Komponisten Aldo De Scalzi und Pivio De Scalzi kommen aus der italienischen Independent-Szene. Ihr Soundtrack zu Casomai bietet einen Mix von Technorhythmen, Ambientsounds, sowie mediterranen und Salsa-Klängen. Der Soundtrack wurde auf eine Stunde komprimiert und ist auf CD bei CAM Records erschienen. Weiterhin steuerte die italienische Sängerin und Songwriterin Elisa mit „Heaven out of Hell“ den Titelsong und mit „Dancing“ einen weiteren Titel zum Film bei.

## Kritiken
Das Hamburger Abendblatt schrieb über Casomai „Die Geschichte einer Liebe, schon oft erzählt, aber nicht so originell und ungewöhnlich wie hier.“ Der Kinofilm wurde in vielen Kritiken für seinen komischen und kritischen Blick auf die moderne mitteleuropäische Gesellschaft gelobt. Der Weser Kurier schreibt „Casomai ist nicht bloß ein bezaubernder Liebesfilm, sondern auch ein hochaktueller Film über die Liebe, der uns trotz Happy End mit dem schlechten Gewissen zurücklässt, Genosse einer liebesfeindlichen Zeit zu sein.“ Auch die beiden Hauptdarsteller Fabio Volo und Stefania Rocca kommen gut weg. So schreibt die italienische Zeitung Corriere della Sera „Ein politischer Film, weil er von etwas erzählt, das im Alltag verloren gehen kann ... Stefania Rocca und Fabio Volo spielen beide großartig ...“.

## Auszeichnungen & Nominierungen
- Montréal World Film Festival 2002
  - Spezialpreis der Ökumenischen Jury – Alessandro D’Alatri (Gewonnen)
  - Großer Preis – Alessandro D’Alatri (Nominierung)

- Fort Lauderdale International Film Festival 2002
  - Bester Newcomer – Fabio Volo (Gewonnen)

- Sindacato Nazionale Giornalisti Cinematografici Italiani 2002
  - Nastro d’Argento für den besten Ton – Maurizio Argentieri (Gewonnen)
  - Nastro d’Argento für die beste Schauspielerin – Stefania Rocca (Nominierung)
  - Beste Filmmusik – Pivio und Aldo De Scalzi (Nominierung)
  - Bester Schnitt – Osvaldo Bargero (Nominierung)
  - Bester Filmsong – Elisa (Nominierung)

- David di Donatello 2003
  - Bester Schauspieler – Fabio Volo (Nominierung)
  - Beste Schauspielerin – Stefania Rocca (Nominierung)
  - Beste Filmmusik – Pivio und Aldo De Scalzi (Nominierung)
  - Bestes Drehbuch – Anna Pavignano, Alessandro D’Alatri (Nominierung)
  - Bester Ton – Maurizio Argentieri (Nominierung)